# 단백질 대사
단백질 대사(蛋白質代謝, 영어: protein metabolism) 또는 아미노산 대사(영어: amino acid metabolism)는 단백질과 아미노산의 합성 대사 및 이화에 의한 단백질의 분해를 담당하는 다양한 생화학적 물질 대사 과정을 보여준다.

## 에너지 대사
분해된 단백질은 아미노산의 이화작용으로 에너지를 공급하는 에너지대사의 경로(pathway)에 참여한다.
다양한 아미노산들은 아미노기가 안전하게 제거된후 안정화되어 시트르산 회로에 관여됨으로써 에너지 공급원으로 사용될뿐만아니라 포도당생성 아미노산이나 케톤생성 아미노산으로 유도될 수 있다.

## 분해대사
단풍시럽병(Maple syrup disease)는 발란(Valine), 아이소류신(Isoleucine), 류신(Leucine)같은 분기사슬 아미노산(branched chain amino acid)들의 분해에 장애가 있을 때 보여진다.
알캅톤뇨(Alkaptohuria)증은 페닐알라닌(phenylalanine) 과 타이로신(tyrosine)의 분해가 정상적으로 이행되지 못할 때 보여진다.
페닐알라닌 하이드록실레이스(phenylalanine hydroxylase)의 결핍은 페닐케토누리아(phenylketonuria)증상을 보일 수 있다.
이처럼 아미노산의 적절한 분해가 수행되지 못하면 신경계나 운동계에 부정적 영향을 미칠 수 있고 정신질환에도 영향을 줄 수 있다고 알려져 있다.

## 같이 보기
- 탄수화물 대사
- 지방산 대사